# Westfalenstadion
Westfalenstadion (uradno ime Signal Iduna Park) je domači stadion nogometnega kluba Borussia iz Dortmunda. Je največji nogometni stadion v Nemčiji s kapaciteto okrog 81.000 sedežev. 